# دانشگاه لیسبون
دانشگاه لیسبون (پرتغالی: Universidade de Lisboa) یک دانشگاه تحقیقاتی عمومی در لیسبون و بزرگترین دانشگاه پرتغال است. این دانشگاه در سال ۲۰۱۳ از ادغام دو دانشگاه سابق لیسبون (۲۰۱۳-۱۹۱۱) و دانشگاه فنی لیسبون (۲۰۱۳-۱۹۳۰) تأسیس شد. تاریخ دانشگاه در لیسبون به قرن سیزدهم میلادی می‌گردد.